# Municipio de Dover (Illinois)
El municipio de Dover (en inglés: Dover Township) es un municipio ubicado en el condado de Bureau en el estado estadounidense de Illinois. En el año 2010 tenía una población de 550 habitantes y una densidad poblacional de 5,76 personas por km².

## Geografía
El municipio de Dover se encuentra ubicado en las coordenadas 41°27′5″N 89°27′9″O / 41.45139, -89.45250. Según la Oficina del Censo de los Estados Unidos, el municipio tiene una superficie total de 95.45 km², de la cual 95.45 km² corresponden a tierra firme y (0%) 0 km² es agua.

## Demografía
Según el censo de 2010, había 550 personas residiendo en el municipio de Dover. La densidad de población era de 5,76 hab./km². De los 550 habitantes, el municipio de Dover estaba compuesto por el 96.18% blancos, el 0.18% eran afroamericanos, el 0.18% eran amerindios, el 0.55% eran asiáticos, el 0.36% eran isleños del Pacífico, el 1.64% eran de otras razas y el 0.91% pertenecían a dos o más razas. Del total de la población el 4.91% eran hispanos o latinos de cualquier raza.